# Феђа Стојановић
Феђа Стојановић (Алексинац, 31. јануар 1948 — Београд, 5. мај 2021) био је српски глумац.

## Биографија
Рођен је у Алексинцу у учитељској породици која је мењала место становања по потреби службе, као беба је дошао у Београд. Глумом је почео да се бави као дете у групи Бате Миладиновића и прву филмску улогу имао у филму Николетина Бурсаћ.
На Факултету драмских уметности у Београду дипломирао је глуму 1973, у класи проф. Миленка Маричића. Био је стални члан позоришта Атељеа 212 од 1973. Радио је као професор на катедри за глуму на академији уметности БК универзитета.  Крајем 2020. године откривен му је тумор на бубрегу након чега је имао тешку операцију. Преминуо је 5. маја 2021. године у Београду, након дуге болести.
Био је познат по радијским наступима, а редовно је учествовао у емисији Српски на српском која се бави језичким дилемама на Радио Београду коју је веома ценио и академик Иван Клајн. За тај радио је тумачио више улога у радио-драмама.

## Филмографија
| Год.       | Назив                                          | Улога                                   |
| ---------- | ---------------------------------------------- | --------------------------------------- |
| 1964.      | Николетина Бурсаћ (филм)                       |                                         |
| 1968.      | Вишња на Ташмајдану                            |                                         |
| 1971.      | Шешир професора Косте Вујића                   | Бранислав Рајић                         |
| 1972.      | Милева Ајнштајн                                | Јакоб Ерат                              |
| 1974.      | Породични оркестар                             |                                         |
| 1975.      | Синови                                         | Марко                                   |
| 1976.      | Посета старе даме                              | лекар                                   |
| 1977.      | Рањени орао                                    | Ненад Алексић                           |
| 1978.      | Молијер (ТВ)                                   |                                         |
| 1978.      | Ласно је научити, него је мука одучити         |                                         |
| 1982.      | Бунар (кратки филм)                            | Брадоња                                 |
| 1982.      | Венеријанска раја                              | Симићев пријатељ                        |
| 1984.      | Улични певачи                                  |                                         |
| 1985.      | Није лако са мушкарцима                        | службеник у кампу                       |
| 1986.      | Смешне и друге приче (ТВ серија)               | Зине Станчуловић                        |
| 1986.      | Врење (ТВ)                                     |                                         |
| 1987.      | Waitapu                                        | Микијев отац                            |
| 1987.      | Бољи живот                                     | управник позоришта                      |
| 1988.      | Роман о Лондону (серија)                       | Константин Константинович Сорокин „Фој“ |
| 1989.      | Свети Георгије убива аждаху                    | Нинко Белотић                           |
| 1993.      | Тесла (ТВ филм)                                | Банкар                                  |
| 1994.      | Полицајац са Петловог брда (ТВ серија из 1994) | Ћора                                    |
| 1995.      | Отворена врата                                 | Шишкић                                  |
| 1996.      | Госпођа Колонтај                               | Лаврентиј Берија                        |
| 1996.      | Срећни људи 2                                  | филателиста                             |
| 1996.      | Лепа села лепо горе                            | Џемал Биједић                           |
| 1997.      | Наша Енглескиња                                | Григ, британски конзул                  |
| 1998.      | Не мирише више цвеће                           |                                         |
| 1998.      | Недовршена симфонија (ТВ)                      | Морис Равел                             |
| 1998.      | Ране                                           | водитељ                                 |
| 1998.      | Купи ми Елиота                                 | Гоги                                    |
| 1998.      | Лагум                                          | Јерменин                                |
| 1998−2002. | Породично благо                                | Данило Језеркић Језа                    |
| 2000.      | А сад адио                                     | Данило Језеркић Језа                    |
| 2002.      | Т. Т. Синдром                                  | Хаџи-Тосић                              |
| 2001−2002. | Породично благо 2                              | Данило Језеркић Језа                    |
| 2002.      | Силвија                                        | Грег                                    |
| 2002.      | Мала јутарња прича                             |                                         |
| 2002.      | Мала ноћна музика                              | Паун/Баба Пауна                         |
| 2003.      | Сироти мали хрчки 2010                         | стари председник                        |
| 2003.      | Казнени простор                                | Анин колега                             |
| 2003.      | Добре намере                                   |                                         |
| 2004.      | Због једне дивне црне жене                     | судија                                  |
| 2004.      | Стижу долари                                   | мајстор Воја                            |
| 2004.      | Сан зимске ноћи                                | комшија                                 |
| 2005.      | Флерт                                          | полицајац                               |
| 2005.      | Lost and Found                                 |                                         |
| 2005.      | Кошаркаши                                      | Дуле                                    |
| 2005.      | Потера за срећ(к)ом                            |                                         |
| 2005.      | Свадба                                         | месар                                   |
| 2005.      | Положајник                                     | Ђока                                    |
| 2007.      | Бора под окупацијом                            |                                         |
| 2007.      | Четврти човек                                  |                                         |
| 2007.      | Оно наше што некад бејаше                      | газда Сретен                            |
| 2007.      | Маска                                          | генерал                                 |
| 2008.      | Неки чудни људи                                |                                         |
| 2008.      | Чарлстон за Огњенку                            | каплар Јордан                           |
| 2008.      | Љубав и други злочини                          | Милутин                                 |
| 2008.      | Бела лађа 2                                    | професор Цветковић                      |
| 2008.      | Улица липа                                     | Тоза                                    |
| 2009.      | Тамо и овде                                    | Тоша Рајковић                           |
| 2010.      | Оно као љубав                                  | Отац Божа                               |
| 2008−2011. | Мој рођак са села                              | Генерал Барбуловић                      |
| 2008−2017. | Село гори, а баба се чешља (ТВ серија)         | Инспектор Кечић                         |
| 2012−2017. | Војна академија                                | Рисов отац                              |
| 2013.      | Равна Гора (ТВ серија)                         | Армијски генерал Милан Недић            |
| 2014.      | Монтевидео, видимо се! (ТВ серија)             | Тасовац                                 |
| 2015.      | Андрија и Анђелка                              | Психолог                                |
| 2016.      | Сумњива лица                                   | министар Сивковић                       |
| 2017.      | Пси лају, ветар носи                           | истражни судија                         |
| 2017−2019. | Истине и лажи                                  | Илија Исидоровић                        |
| 2018.      | Жигосани у рекету                              | Управник затвора                        |
| 2020.      | Мрачне странице културне историје Србије       | Мирослав Крлежа                         |
| 2020.      | Тајкун (ТВ серија)                             | судија Недић                            |
| 2020.      | Случај породице Бошковић                       | чика Дуле                               |
| 2020.      | Златни дани                                    | поштар                                  |
| 2021.      | Александар од Југославије (ТВ серија)          | Стојан Протић                           |
| 2021.      | Марко                                          | Марко                                   |
| 2021.      | Радио Милева                                   | Браца                                   |